# Книга о вкусной и здоровой пище
«Кни́га о вку́сной и здоро́вой пи́ще» — наиболее известная в СССР и современной России большая кулинарная книга для домохозяек. Первое издание вышло в 1939 году и ознаменовало собой окончание периода общерусской национальной кухни (1860-е — начало XX века) и начало периода кухни советской.
Куратором издания выступал Народный комиссариат пищевой промышленности СССР и лично нарком Анастас Микоян (позднее — Министерство пищевой промышленности СССР).
В книге рассказано об основах рационального питания, изложены сведения о пищевых товарах, производимых в СССР, а затем в Российской Федерации, и приведены рецепты различных блюд.
Вплоть до прекращения существования СССР дополнительные тиражи и новые издания книги выходили в печать почти каждый год. Общий тираж книги с 1952 по 1999 год (не считая изданий 1939—1948 годов) составил около 8 миллионов экземпляров.

## История создания
Идея о создании универсальной кулинарной книги, аналогичной широко известной в России книге «Подарок молодым хозяйкам» Елены Молоховец, но обновлённой применительно к современным условиям, появилась в середине 1930-х годов, после отмены продовольственных карточек. Изначально книга предполагалась как научный труд, в котором должно было быть рассказано о рациональном питании и значении здорового питания. Книга была написана опытными кулинарами-практиками совместно со специалистами отраслевых институтов, учеными ВНИИ питания Народного комиссариата здравоохранения.
Первое издание с цитатами Сталина и репликой от Анастаса Микояна вышло в 1939 году тиражом 100 тысяч экземпляров, став первой большой поваренной книгой в СССР. Рецепты и дополнительная информация о продуктах были подобраны с учётом тяжёлого положения в стране и возможностей потребителей. Авторы пытались рассказать как можно приготовить вкусные (а главное полезные) блюда из недорогих продуктов. Книга не делала упора на русской кухне: в ней можно было найти английские и французские рецепты, а также большое количество национальных рецептов союзных республик.
Малоизвестное сокращённое издание карманного формата появилось сразу после войны. Издание 1948 года было вновь расширено, в этом же году в книге впервые появились разделы о лечебном питании, питании детей и женщин в период беременности и кормления.
Первый массовый тираж книги (500 тысяч экземпляров), получивший огромную популярность, был издан в 1952 году. К книге вновь вернулся её энциклопедический формат и красочное оформление. Издание 1952 года часто ошибочно называют первым, оно же считается каноническим. По многочисленным просьбам граждан, написавших большое количество писем в издательство, практически сразу же в 1953 и 1954 годах были выпущены дополнительные тиражи в 500 тысяч экземпляров.
Примечательно, что из издания 1954 года были изъяты цитаты Берии, расстрелянного в 1953 году. Также существует версия, что издание 1953 года после его расстрела было срочно изъято из продажи. После смерти Сталина с наступлением эпохи Хрущёва из книги также исчезли цитаты Сталина.
Специфика книги менялась со временем. В 1940-х шло бурное развитие рыбной промышленности, и блюда из рыбы широко рекламировались в книге. В 1950-х был наложен запрет на вылов осетровых, и количество блюд из осетровых в книге резко уменьшилось. В 1960-х годах, когда в стране начались проблемы с поставками продуктов, рецепты сильно упростились, в издание 1961 года вошёл раздел «Домашнее консервирование». Неизменными оставались увеличенный (энциклопедический) формат книги, многочисленные иллюстрации, цветные вклейки и форзацы, ляссе и золотое тиснение на верхней крышке переплёта, хотя оформление переплёта менялось.
Практически неизменной также оставалась и популярность книги. Один из известных перерывов в выпуске книги пришёлся на начало 1960-х. В 1983 году «Союзкнига» сделала заказ на самый крупный тираж книги (2,5 миллиона экземпляров), но очередное издание не вышло в свет из-за реорганизации издательства. Однако книга продолжала выходить в течение 1980-х.
26 ноября 2014 года в Москве прошло Мероприятие по случаю 75-летнего юбилея первого издания «Книги о вкусной и здоровой пище», организованное Музеем кулинарного искусства Москвы (бывший Музей общественного питания), советом ветеранов при Департаменте торговли и услуг города Москвы и Национальной гильдией шеф-поваров. В праздновании приняли участие работавшие с Микояном ветераны, руководители общепита, учёные, историки, журналисты, предприниматели и чиновники. А в январе 2016 года вышло в свет новое издание «Книги о вкусной и здоровой пище», в котором сохранена структура предыдущих изданий, но учтены значительные изменения в ассортименте продуктов и возможности современной кухонной техники, а также научно обоснованные современные рекомендации по здоровому и лечебному питанию.[значимость факта?]

## Издания
С 1939 по 1999 год книгу выпускало издательство «Пищепромиздат», которое несколько раз реорганизовывалось и меняло название. Состав редколлегии и кардинальные изменения в содержание вносились несколько раз: в 1951-м, 1965-м, 1976-м и 1999-м годах.
Права на последнее 12-е издание были проданы. Различные издательства продолжают издавать «Книгу о вкусной и здоровой пище» практически без изменений.
- 1939 — Книга о вкусной и здоровой пище. / Ответ. ред. Е. Л. Худяков. — М.—Л.: Пищепромиздат, 1939. — 436 с. и 27 цветных вклеек — 100 000 экз.

1940-е
- 1945 — Книга о вкусной и здоровой пище. — 2-е сокращ. изд. — М.: Пищепромиздат, 1945. — 206 с. — 25 000 экз.
- 1947 — Книга о вкусной и здоровой пище. — 3-е сокращ. изд. испр. и доп. — М.: Пищепромиздат, 1947. — 244 с., 7 л. ил. — 20 000 экз. — 10 р.
- 1948 — Книга о вкусной и здоровой пище. / Отв. ред. Сиволап И. К.. — 3-е сокращ. изд. испр. и доп. — М.: Пищепромиздат, 1948. — 244 с., 7 л. ил. — 100 000 экз. — 10 р.

1950-е
- 1950 — Книга о вкусной и здоровой пище. — сокращ. изд. — М.: Пищепромиздат, 1950. — 252 с., 8 л. ил. — 60 000 экз. — 10 р.
- 1951 — Книга о вкусной и здоровой пище. / Ответ. ред. И. К. Сиволап. — (переиздание). — Минск: Государственное издательство БССР, 1951. — 284 с., ил.
- 1951 — Книга о вкусной и здоровой пище. / Под. ред. И. К. Сиволапа. — (переиздание). — Вильнюс: Государственное издательство политической и научной литературы, 1951. — 252 с., ил.
- 1952 — Книга о вкусной и здоровой пище. / Под. ред. Я. И. Бецофен. — М.: Пищепромиздат, 1952. — 400 с., [32] л. ил. — 500 000 экз.[3] — 15 р.
  - 1952 — Книга о вкусной и здоровой пище. / Под. ред. Я. И. Бецофен. — подароч. изд. — М.: Пищепромиздат, 1952. — 702 с., ил.
- 1953 — Книга о вкусной и здоровой пище. / Под. ред. Я. И. Бецофен, Г. Б. Рысеевой. — изд. испр. и доп. — М.: Пищепромиздат, 1953. — 400 с., [32] л. ил. — 500 000 экз.[3] — 15 р.
- 1954 — Книга о вкусной и здоровой пище. / Под. ред. Я. И. Бецофен, Г. Б. Рысевой. — изд. испр. и доп. — М.: Пищепромиздат, 1954. — 400 с., [32] л. ил. — 500 000 экз.[3] — 15 р.
- 1955 — Книга о вкусной и здоровой пище. / Под. ред. Я. И. Бецофен, Г. Б. Дамаскиной. — изд. испр. и доп. — М.: Пищепромиздат, 1955. — 400 с., [24] л. ил. — 1 000 000 экз. — 15 р.
  - 1957 — Кулинарные рецепты: Из книги о вкусной и здоровой пище. / Под ред. Г. Б. Дамаскиной. — М.: Пищепромиздат, 1957. — 334 с., ил. — 250 000 экз. — 7 р. 50 коп.
  - 1958 — Кулинарные рецепты: Из книги о вкусной и здоровой пище. — М.: Пищепромиздат, 1958. — 336 с., ил. — 500 000 экз.

1960-е
- - 1960 — Кулинарные рецепты: Из книги о вкусной и здоровой пище. / Под. ред. О. И. Мурашевой. — М.: Пищепромиздат, 1960. — 336 с., ил. — 1 000 000 экз.
- 1961 — Книга о вкусной и здоровой пище. / Под. ред. Я. И. Бецофен, Г. Б. Дамаскиной, Л. А. Прыткиной. — изд. испр. и доп. — М.: Пищепромиздат, 1961. — 424 с., [22] л. цв. ил. — 500 000 экз. — 2 р.
- 1962 — Книга о вкусной и здоровой пище. / Под ред. О. П. Молчановой. — изд. испр. и доп. — М.: Пищепромиздат, 1962. — 424 с., [22] л. цв. ил. — 500 000 экз. — 2 р.
- 1963 — Книга о вкусной и здоровой пище. / Под ред. И. К. Сиволапа. — изд. испр. и доп. — М.: Пищепромиздат, 1963. — 424 с., цв. ил. — 700 000 экз.
- 1964 — Книга о вкусной и здоровой пище. / Под ред. И. К. Сиволапа. — изд. испр. и доп. — М.: Пищепромиздат, 1964. — 424 с., [22] л. цв. ил. — 900 000 экз.: 500 000 экз. — 2 р.
  - 1964 — Кулинарные рецепты: Из книги о вкусной и здоровой пище. / Под ред. Г. Б. Дамаскиной. — М.: Пищевая промышленность, 1964. — 408 с., ил. — 430 000 экз. — 67 к.
- 1965 — Книга о вкусной и здоровой пище. / Под ред. А. И. Опарина. — изд. испр. и доп. — М.: Пищевая промышленность, 1965. — 448 с., [16] л. цв. ил. — 700 000 экз. — 2 р.
  - 1968 — Кулинарные рецепты: Из книги о вкусной и здоровой пище. / Под ред. Г. Б. Дамаскиной. — 2-е изд. — М.: Пищевая промышленность, 1968
- 1969 — Книга о вкусной и здоровой пище. / Под ред. А. И. Опарина. — изд. испр. и доп. — М.: Пищевая промышленность, 1969. — 448 с., [10] л. цв. ил. — 500 000 экз. — 2 р. 63 коп.

1970-е
- 1970 — Книга о вкусной и здоровой пище. / Под ред. А. И. Опарина. — изд. испр. и доп. — М.: Пищевая промышленность, 1970. — 448 с., [10] л. цв. ил. — 500 000 экз.
- 1971 — Книга о вкусной и здоровой пище. / Под ред. А. И. Опарина. — изд. испр. и доп. — М.: Пищевая промышленность, 1971. — 448 с., [10] л. цв. ил. — 500 000 экз. — 2 р. 72 коп.
- 1972 — Книга о вкусной и здоровой пище. — М.: Пищевая промышленность, 1972. — 448 с., [12] л. цв. ил. — 500 000 экз. — 2 р. 70 коп.
- 1973 — Книга о вкусной и здоровой пище. — изд. испр. и доп. — М.: Пищевая промышленность, 1973. — 448 с., [12] л. цв. ил. — 100 000 экз. — 2 р. 87 коп.
- 1974 — Книга о вкусной и здоровой пище. — 6-е изд., перераб. и доп. — М.: Пищевая промышленность, 1974. — 384 c.
- 1976 — Книга о вкусной и здоровой пище. / Под ред. А. А. Покровского. — 6-е изд., перераб. и доп. — М.: Пищевая промышленность, 1976. — 384 c. — 400 000 экз.
- 1977 — Книга о вкусной и здоровой пище. / Под ред. А. А. Покровского. — 6-е изд., перераб. и доп. — М.: Пищевая промышленность, 1977. — 384 c. — 400 000 экз.
- 1978 — Книга о вкусной и здоровой пище. — 7-е изд. — М.: Пищевая промышленность, 1978. — 384 с. — 600 000 экз.

1980-е
- 1980 — Книга о вкусной и здоровой пище. — 7-е изд. — М.: Пищевая промышленность, 1980. — 384 с.
- 1981 — Книга о вкусной и здоровой пище. / Под ред. А. А. Покровского. — 8-е изд., перераб. и доп. — М.: Лёгкая и пищевая промышленность, 1881. — 384 с. — 600 000 экз. — 5 р.
- 1982 — Книга о вкусной и здоровой пище. — 8-е изд., перераб. и доп. — М.: Лёгкая и пищевая промышленность, 1982. — 384 с.
- 1983 — Книга о вкусной и здоровой пище. / Под ред. Л. И. Воробьёвой. — 8-е изд., перераб. и доп. — М.: Агропромиздат, 1983. — 368 с., цв. ил. — 550 000 экз.
- 1984 — Книга о вкусной и здоровой пище. / Под ред. А. А. Покровского. — 8-е изд., перераб. и доп. — М.: Лёгкая и пищевая промышленность, 1984. — 384 с.
- 1984 — Книга о вкусной и здоровой пище. — (переиздание). — Минск: ИЦ «Бацькаўшчына», 1984. — 284 с., ил.
- 1985 — Книга о вкусной и здоровой пище. / Под ред. А. А. Покровского. — 8-е изд., перераб. и доп. — М.: Лёгкая и пищевая промышленность, 1985. — 384 с.
  - 1985 — Кулинарные рецепты: Из книги о вкусной и здоровой пище. — М.: Лёгкая и пищевая промышленность, 1985.
- 1986 — Книга о вкусной и здоровой пище. / Под ред. А. А. Покровского. — 8-е изд., перераб. и доп. — М.: Агропромиздат, 1986. — 368 с., [8] л. цв. ил.
- 1987 — Книга о вкусной и здоровой пище. / Под ред. А. А. Покровского. — 8-е изд., перераб. и доп. — М.: Агропромиздат, 1987. — 368 с., [8] л. цв. ил. — 50 000 экз.
- 1988 — Книга о вкусной и здоровой пище. / Под ред. А. А. Покровского. — 8-е изд., перераб. и доп. — М.: Агропромиздат, 1988. — 368 с., [8] л. цв. ил. — 550 000 экз. — 6 р. 50 коп.
  - 1988 — Кулинарные рецепты: Из книги о вкусной и здоровой пище. / Под ред. Л. И. Воробьёвой. — 4-е изд., стер.— М.: Агропромиздат, 1988. — 336 с., ил. — 1 000 000 экз. — 1 р. 80 коп. — ISBN 5-10-001757-0
- 1989 — Книга о вкусной и здоровой пище. / Под ред. А. А. Покровского. — 9-е изд. стер. — М.: Агропромиздат, 1989. — 368 с., [8] л. цв. ил. — 300 000 экз. — 6 р. 50 коп. — ISBN 5-10-002146-2

1990-е
- 1990 — Книга о вкусной и здоровой пище. — 10-е изд., перераб. и доп. — М.: Агропромиздат, 1990. — 368 с. — 1 000 000 экз. — 6 р. 60 коп. — ISBN 5-10-002180-2 (в пер.)
- 1991 — Книга о вкусной и здоровой пище. / Под ред. И. М. Скурихина. — 10-е изд., перераб. и доп. — М.: Агропромиздат, 1991. — 368 с. — 50 000 экз. — 12 р. — ISBN 5-10-002180-2 (в пер.)
- 1992 — Книга о вкусной и здоровой пище. — 10-е изд., перераб. и доп. — М.: Агропромиздат, 1992. — 368 с.
- 1992 — Книга о вкусной и здоровой пище. / Под ред. Л. И. Воробьёвой. — 11-е изд., перераб. и доп. — М.: Предприятие «Локид»; Агропромиздат, 1992. — 368 с., [4] л. ил. — ISBN 5-87952-004-8 (в пер.)
  - 1992 — Кулинарные рецепты: Из книги о вкусной и здоровой пище. / Под ред. Л. И. Воробьёвой. — М.: Колос, 1992. — 448 с., ил. — 5 000 экз. — ISBN 5-10-002888-2
- 1993 — Книга о вкусной и здоровой пище. / Под ред. Л. И. Воробьёвой. — М.: Колос, 1993. — 368 с. — 7 000 экз. — ISBN 5-10-002860-2
- 1993 — Книга о вкусной и здоровой пище. — Минск: ИЦ «Бацькаўшчына», 1993. — 384 с. — 300 000 экз. — 1 2000 р.
- 1994 — Книга о вкусной и здоровой пище. — 11-е изд., перераб. и доп. — М.: Колос, 1994. — 368 с.
- 1995 — Книга о вкусной и здоровой пище. — 11-е изд., перераб. и доп. — М.: Колос, 1995. — 368 с. — 30 000 экз. — ISBN 5-10-002860-2 (в пер.)
- 1996 — Книга о вкусной и здоровой пище. — 11-е изд., перераб. и доп. — М.: Колос, 1996. — 368 с. — 20 000 экз. — ISBN 5-10-002860-2 (в пер.)
  - 1997 — Кулинарные рецепты: Из книги о вкусной и здоровой пище. — М.: Колос, 1997. — 383 с. — ISBN 5-10-003369-X (в пер.)
- 1999 — Книга о вкусной и здоровой пище. — 12-е изд., перераб. и доп. — М.: Колос, 1999. — 368 с. — 22 000 экз.[2]

2000-е
- 2000 — Книга о вкусной и здоровой пище. / Сост. Н. П. Могильный. — М.: Эксмо, 2000. — 592 с.: ил. — 1 000 экз. — ISBN 5-04-04004-0 (ошибоч.), ISBN 5-04-04808-4 (ошибоч.)
- 2001 — Книга о вкусной и здоровой пище. / Сост. Н. П. Могильный. — М.: Эксмо-Пресс, 2001. — 592 с.: ил. — 142 000 экз. — (Кулинарное искусство). — ISBN 978-5-699-25315-9
  - 2003 — Книга о вкусной и здоровой пище: Поэтапные инструкции приготовления. / Сост. А. Борисова. — М.: Эксмо-Пресс, 2003. — 256 с.: ил. — ISBN 978-5-699-22631-3
- 2003 — Книга о вкусной и здоровой пище. / Под ред. Л. И. Воробьёвой. — 2-е изд., перераб. и доп. — М.: АСТ-Пресс СКД, 2003. — 400 c. — ISBN 978-5-94464-118-2, ISBN 5-94464-023-5
- 2007 — Книга о вкусной и здоровой пище. / Сост. и ред. Е. Маленкина. — 12-е изд., перераб. и доп. — М.: АСТ; Сталкер, 2007. — 704 с. — 5100 экз. — ISBN 5-17-029012-8, ISBN 966-696-962-9, ISBN 978-985-16-1312-6

2010-е
- 2013 — Книга о вкусной и здоровой пище. / Сост. Л. И. Воробьёва; под ред. И. Скурихина. — 12-е изд., перераб. и доп. — М.: АСТ-Пресс СКД, 2013. — 400 с. — 20 000 экз. — (Золотая библиотека хозяйки). — ISBN 978-5-94464-204-2, ISBN 978-5-462-01043-9
- 2013 — Книга о вкусной и здоровой пище. — М.: Олма медиа групп, 2013. — 240 с. — 4000 экз. — (Уроки шеф-повара). — ISBN 978-5-373-01289-8
- 2014 — Книга о вкусной и здоровой пище. / Сост. А. В. Погожева; ответ. ред Е. Левашова. — М.: Эксмо, 2014. — 432 с., ил. — (Кулинария. Авторская кухня). — ISBN 978-5-699-62957-2
- 2015 — Книга о вкусной и здоровой пище. / Под ред. Н. Баратова. — новое изд. — М.: Триби Продакшн; Эксмо, 2015. — 416 с. — ISBN 978-5-699-81215-8
- 2016 — Книга о вкусной и здоровой пище. / Под ред. Н. Баратова, Е. Левашовой. — новое изд. — М.: Эксмо; Триби Продакшн, 2016. — 416 с. — 2 500 экз. — (Подарочные издания. Кулинария). — ISBN 978-5-699-74096-3, ISBN 978-5-699-81215-8
- 2018 — Книга о вкусной и здоровой пище. / Сост. Н. П. Могильный. — новое изд. — М.: Издательство «Э», 2018. — 592 с. — (Кулинарная энциклопедия). — ISBN 978-5-699-91762-4

## Редколлегия
Некоторые рецепты для книги были предложены кулинарным писателем В. В. Похлёбкиным[прояснить].

### 1939 год
- Одобрена Всесоюзным научно-исследовательским институтом питания Народного комиссариата здравоохранения СССР
- Ответственный редактор В. В. Осташов
- Редактор доктор биологических наук профессор Б. В. Виленкин
- Редактор отдела лечебного питания заслуженный деятель науки профессор М. И. Певзнер
- Редактор отдела детского питания доктор биологических наук профессор О. П. Молчанова и др.

### 1947 год
- Ответственный редактор И. К. Сиволап
- Директор Института питания Академии медицинских наук, профессор Осташов В.В.
- Профессор Д. И. Лобанов
- М. А. Скурихин
- М. О. Лифшиц
- Н. П. Цыпленков и др.

### 1952 год
- Редакция:
- член-корр. АМН СССР, проф. В.В.Осташов
- Проф. Д. И. Лобанов
- В.В. Осташов
- Н. П. Цыпленков и др.

### 1965 год
- Главный редактор академик АН СССР А. И. Опарин
- Министр пищевой промышленности В. П. Зотов
- Министр рыбного хозяйства А. А. Ишков
- Лауреат двух Госпремий доктор технических наук В. В. Осташов
- Н. А. Зарин и др.

### 1976 год
- Главный редактор академик АМН СССР В. В. Осташов
- Г. С. Коробкина
- Н. М. Смирнов
- М. А. Самсонов и др.

### 1981 год
- Главный редактор академик АМН СССР А. А. Покровский

### 1984 год
- Главный редактор академик АМН СССР А. А. Покровский
- С. И. Бровкин
- В. П. Быков
- В. М. Горбатов
- Н. А. Зарин
- Е. П. Козьмина
- Г. С. Коробкина
- В.В. Осташов
- H. Н. Липатов
- A. Ф. Наместников
- B. И. Рогачёв
- М. А. Самсонов

### 1990 год
- В. В. Осташов и др.

### 1992 год
- Редактор Л. И. Воробьёва

Редакционная коллегия:
- В. П. Быков
- Н. М. Волгарёв
- В. М. Горбатов
- Я. И. Костин
- Н. Н. Липатов
- А. Ф. Наместников
- М. А. Самсонов
- И. М. Скурихин
- З. Н. Соснина
- В. А. Шатёрников

### 1997 год
- Л. И. Воробьёва и др.

### 2016 год
Издание подготовлено при участии ФГБНУ «НИИ питания» под общей редакцией академика В. А. Тутельяна. Является ремейком с 900 новыми рецептами, но с сохранённой структурой. 
Авторский коллектив: А. Д. Ефимов, кандидат технических наук, доктор экономических наук, профессор кафедры менеджмента гостеприимства РМАТ; М. Н. Куткина, профессор, кандидат технических наук, профессор Кафедры технологии и организации питания СпБ Торгово-экономического университета; А. В. Погожева, профессор, доктор медицинских наук; А. С. Ратушный, доктор технических наук, профессор; Е. М. Сучкова, мастер-кондитер; М. В. Загидуллина, доктор филологических наук, профессор Челябинского государственного университета; К. А. Мартыненко, шеф-повар; Н. И. Номофилова, кандидат филологических наук, академик РМАТ; Е. Е. Сафонова, инженер-технолог кондитерских изделий; Ю. И. Никулин, А. В. Жукова, П. Н. Пахомов, А. В. Петроченков
Редакция: руководитель В. В. Чемякина, главный редактор Н. А. Баратов.

## Содержание
Помимо около 2000 рецептов, рекомендаций по здоровому питанию, порядку приготовления и сервировки стола, в книгу включены описание продуктов, рубрики «Меню обеда из трёх блюд и закуски» для разных времён года, «Различные советы» и рубрика «Из старых рецептов» с рецептами из поваренных книг конца XIX—начала XX века. Практически все разделы оставались неизменными с 1952 года.
- ПРЕДИСЛОВИЕ
- К ИЗОБИЛИЮ
- ОСНОВЫ РАЦИОНАЛЬНОГО ПИТАНИЯ
- ВЫБОР БЛЮД ДЛЯ ОБЕДА, ЗАВТРАКА И УЖИНА
- ПОРЯДОК ПРИГОТОВЛЕНИЯ ОБЕДА
- СЕРВИРОВКА СТОЛА
- КУХНЯ
- СРАВНИТЕЛЬНАЯ ТАБЛИЦА ВЕСА И МЕРЫ НЕКОТОРЫХ ПРОДУКТОВ
- ТАБЛИЦА СОДЕРЖАНИЯ ВИТАМИНОВ В ПИЩЕВЫХ ПРОДУКТАХ
- ТАБЛИЦА СОХРАННОСТИ ВИТАМИНА С ПРИ КУЛИНАРНОЙ ОБРАБОТКЕ ПРОДУКТОВ
- ХОЛОДНЫЕ БЛЮДА И ЗАКУСКИ
  - Салаты
  - Холодные закуски
  - Рыбные холодные блюда и закуски
  - Мясные холодные блюда и закуски
  - Овощные холодные блюда и закуски
  - Заливные блюда
  - Соусы и заправки для салатов, винегретов и других холодных блюд
  - Горячие закуски
  - Сыр
  - Консервы
  - О виноградном вине, водке, пиве
- БУЛЬОНЫ И СУПЫ
  - Заправочные супы
  - Прозрачные супы
  - Супы-пюре
  - Молочные супы
  - Супы из ягод и фруктов
  - Холодные супы на хлебном квасе и свекольном отваре
- РЫБА
  - Отварная рыба
  - Паровая рыба
  - Жареная рыба
  - Запеченная рыба
  - Раки и крабы
  - Соусы к рыбе
  - В рыбном магазине
- МЯСО
  - Отварное мясо
  - Тушеное мясо
  - Жареное мясо
  - Изделия из рубленного мяса
  - Мясо запеченное
  - Соусы к мясным блюдам
- ДОМАШНЯЯ ПТИЦА И ДИЧЬ
- ОВОЩИ И ГРИБЫ
  - Овощи отварные
  - Овощи жаренные
  - Овощи запеченные
  - Овощи фаршированные
  - Соусы к овощным блюдам
  - Грибы
- КРУПЯНЫЕ И МУЧНЫЕ БЛЮДА
  - Каши
  - Молочные каши
  - Крупяные запеканки и биточки
  - Плов
  - Блюда из мучных изделий
  - Макароны
  - Сухие завтраки
- БЛЮДА ИЗ ФАСОЛИ, ГОРОХА, ЧЕЧЕВИЦЫ
- МОЛОЧНЫЕ И ЯИЧНЫЕ БЛЮДА
  - Омлеты
  - Молочные блюда
- ИЗДЕЛИЯ ИЗ ТЕСТА
  - Дрожжевое тесто
  - Пресное (бездрожжевое) тесто
  - Слоеное тесто
  - Начинки для пирогов, пирожков, кулебяк и ватрушек
  - Блины
  - Оладьи
  - Блинчики и блинчатые пироги
  - Булочки, крендельки, куличи и другие изделия
  - Печенье
  - Пирожное, торты, кексы
- СЛАДКИЕ БЛЮДА
  - Кисели
  - Компоты
  - Желе и муссы
  - Кремы
  - Пудинги и другие сладкие блюда
  - Сладкие соусы
- ПИЩА РЕБЁНКА
  - Пища ребёнка
  - Рецепты блюд для детей
  - Питание для женщин в период беременности и кормления ребёнка
- ЛЕЧЕБНОЕ ПИТАНИЕ
  - Лечебное питание
  - Примерное меню лечебного питания
  - Рецепты для лечебного питания
- ВАРЕНЬЕ, МАРИНАДЫ, СОЛЕНЬЯ
  - Варенье
  - Маринады
  - Соленья и другие заготовки
  - Заготовка грибов
- ПРЕДМЕТНЫЙ УКАЗАТЕЛЬ
- ЗАМЕТКИ НА ПОЛЯХ